# Eosentomon novemchaetum
Eosentomon novemchaetum är en urinsektsart som beskrevs av Yin 1965. Eosentomon novemchaetum ingår i släktet Eosentomon och familjen trakétrevfotingar. Inga underarter finns listade i Catalogue of Life.